# Марко Бенцун
Марко Бенцун (хорв. Marko Bencun, нар. 9 листопада 1992, Меткович) — колишній хорватський футболіст, що грав на позиції атакувального півзахисника.
Відомий виступами за клуби «Хайдук» (Спліт), «Інтер» (Запрешич) та «Зріньскі», а також молодіжну збірну Хорватії.

## Клубна кар'єра
Народився 9 листопада 1992 року в місті Меткович. Розпочав займатись футболом у команді «Неретва» з рідного міста, після чого 2008 року потрапив в академію «Хайдука» (Спліт).
Не пробившись до основної команди, 2011 року був відданий в оренду до клубу «Приморац 1929», де грав до кінця року. Після повернення в «Хайдук» став залучатись до матчів основного складу, проте основним гравцем так і не став, тому здавався в оренду в команди «Дугопольє», «Приморац 1929» та румунський «Брашов».
Протягом 2017—2018 років захищав кольори клубу «Інтер» (Запрешич).
До складу клубу «Зріньскі» приєднався 2018 року. Відіграв за команду з Мостара 26 матчів в національному чемпіонаті.
Після чотирьох операцій на коліні, які не дозволили Бенцуну грати на високому рівні, на початку 2020 приєднався до складу аматорського клубу «Неретва» і завершив професійну кар'єру. На додаток до гри за «Неретву», Бенцун також був оголошений новим керівником футбольної школи клубу «Бротньо». Однак вже 27 липня 2020 року, було підтверджено, що він знову «Бротньо», ставши керівником футбольної школи свого колишнього молодіжного клубу «Меджугор'є».

## Виступи за збірну
2009 року залучався до матчів юнацької збірної Боснії та Герцеговини.
2014 року провів один матч у складі молодіжної збірної Хорватії.

## Титули і досягнення
- Володар Кубка Хорватії (1):

«Хайдук» (Спліт): 2012–13